# Pattist-Walraven
Pattist-Walraven is een vliegtuigbouwer uit het voormalige Nederlands-Indië, in Bandung. In 1933 bouwde Laurens Walraven en kapitein M.P. Pattist van het KNIL, samen met medewerkers van de Luchtvaartafdeling, de Pattist-Walraven PW-1. Deze PW-1, een tweepersoons sportvliegtuigje, maakte zijn eerste vlucht op 23 november 1933. In 1935 werd het toestel onherstelbaar beschadigd. Hierna zou Laurens Walraven nog onder eigen naam een tweetal vliegtuigen bouwen.

## Vliegtuigtypen
- Pattist-Walraven PW-1

Sportvliegtuig, tweepersoons, middendekker, eenmotorig duwpropeller.